# 13e Screen Actors Guild Awards
De 13e Screen Actors Guild Awards, waarbij prijzen werden uitgereikt voor uitstekende acteerprestaties in film en televisie voor het jaar 2006, gekozen door de leden van de Screen Actors Guild, vonden plaats op 28 januari 2007 in het Shrine Auditorium in Los Angeles. De prijs voor de volledige carrière werd uitgereikt aan Julie Andrews.

## Film

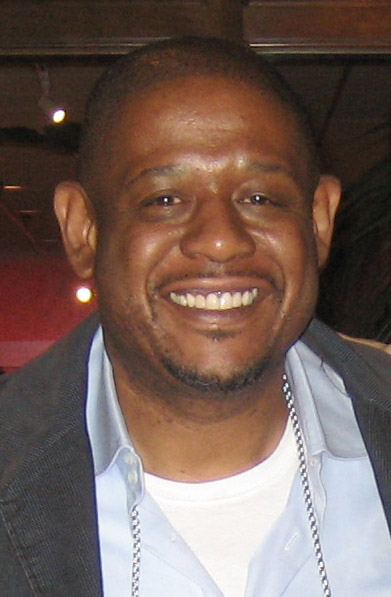
Forest Whitaker (The Last King of Scotland), winnaar mannelijke acteur in een hoofdrol

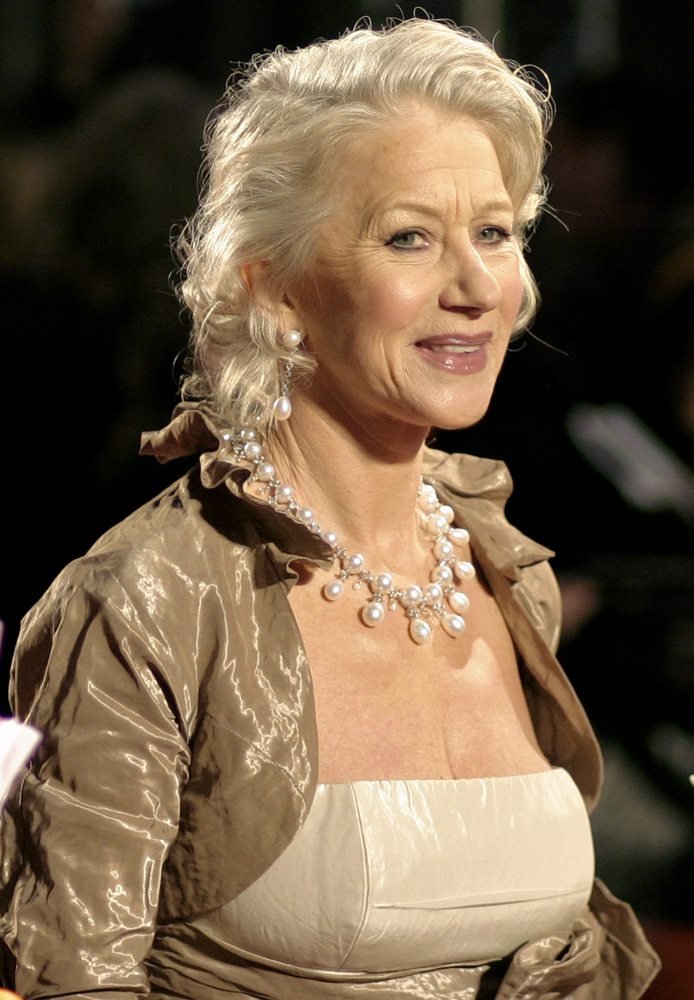
Helen Mirren (The Queen en Elizabeth I), winnaar vrouwelijke acteur in een hoofdrol en vrouwelijke acteur in een miniserie of televisiefilm

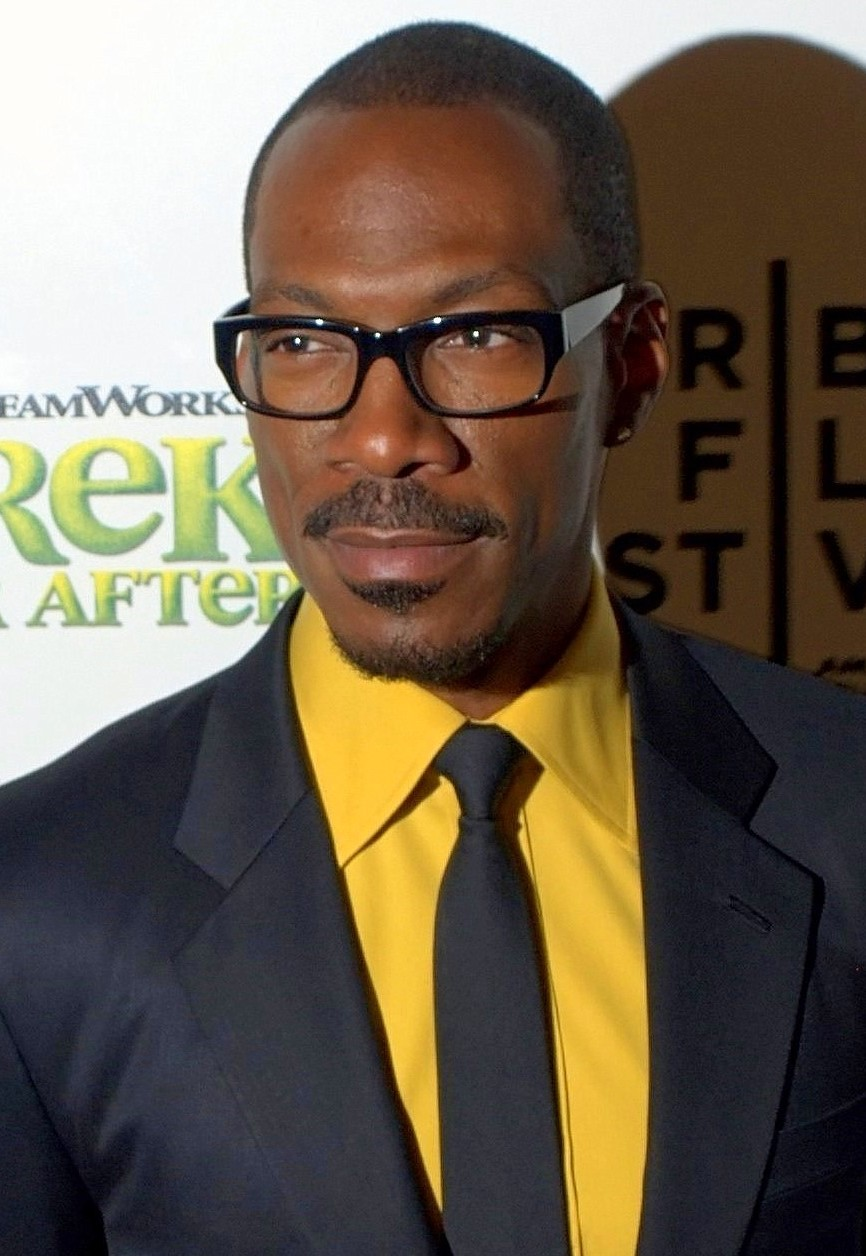
Eddie Murphy (Dreamgirls), winnaar mannelijke acteur in een bijrol

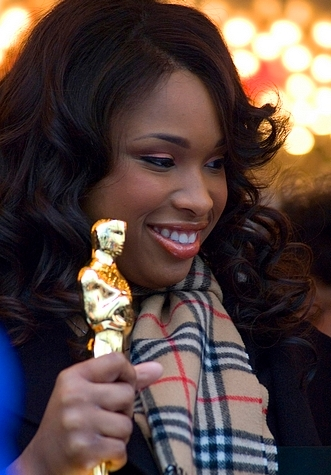
Jennifer Hudson (Dreamgirls), winnaar vrouwelijke acteur in een bijrol

De winnaars staan bovenaan in vet lettertype.

### Cast in een film
Outstanding Performance by a Cast in a Motion Picture
- Little Miss Sunshine
  - Babel
  - Bobby
  - The Departed
  - Dreamgirls

### Mannelijke acteur in een hoofdrol
Outstanding Performance by a Male Actor in a Leading Role
- Forest Whitaker - The Last King of Scotland
  - Leonardo DiCaprio - Blood Diamond
  - Ryan Gosling - Half Nelson
  - Peter O'Toole - Venus
  - Will Smith - The Pursuit of Happyness

### Vrouwelijke acteur in een hoofdrol
Outstanding Performance by a Female Actor in a Leading Role
- Helen Mirren - The Queen
  - Penélope Cruz - Volver
  - Judi Dench - Notes on a Scandal
  - Meryl Streep - The Devil Wears Prada
  - Kate Winslet - Little Children

### Mannelijke acteur in een bijrol
Outstanding Performance by a Male Actor in a Supporting Role
- Eddie Murphy - Dreamgirls
  - Alan Arkin - Little Miss Sunshine
  - Leonardo DiCaprio - The Departed
  - Jackie Earle Haley - Little Children
  - Djimon Hounsou - Blood Diamond

### Vrouwelijke acteur in een bijrol
Outstanding Performance by a Female Actor in a Supporting Role
- Jennifer Hudson - Dreamgirls
  - Adriana Barraza -  Babel
  - Cate Blanchett - Notes on a Scandal
  - Abigail Breslin - Little Miss Sunshine
  - Rinko Kikuchi - Babel

## Televisie

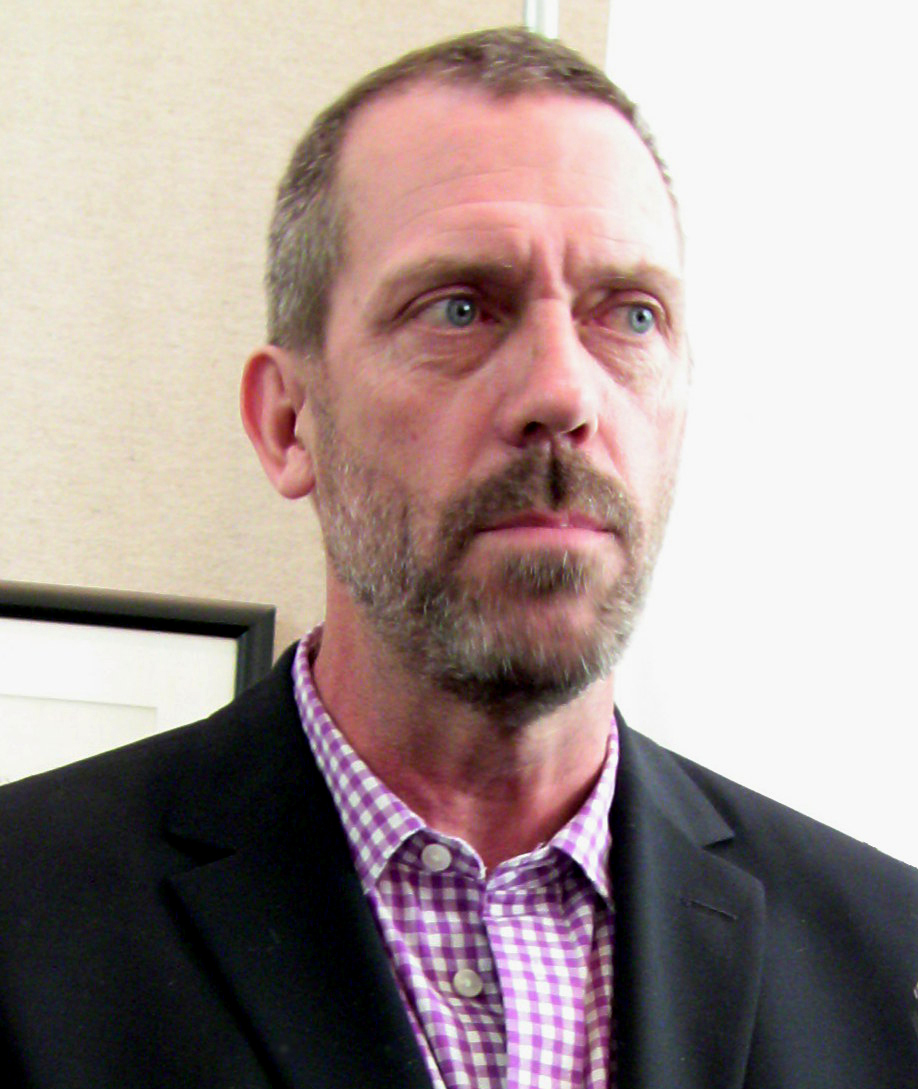
Hugh Laurie (House), winnaar mannelijke acteur in een dramaserie

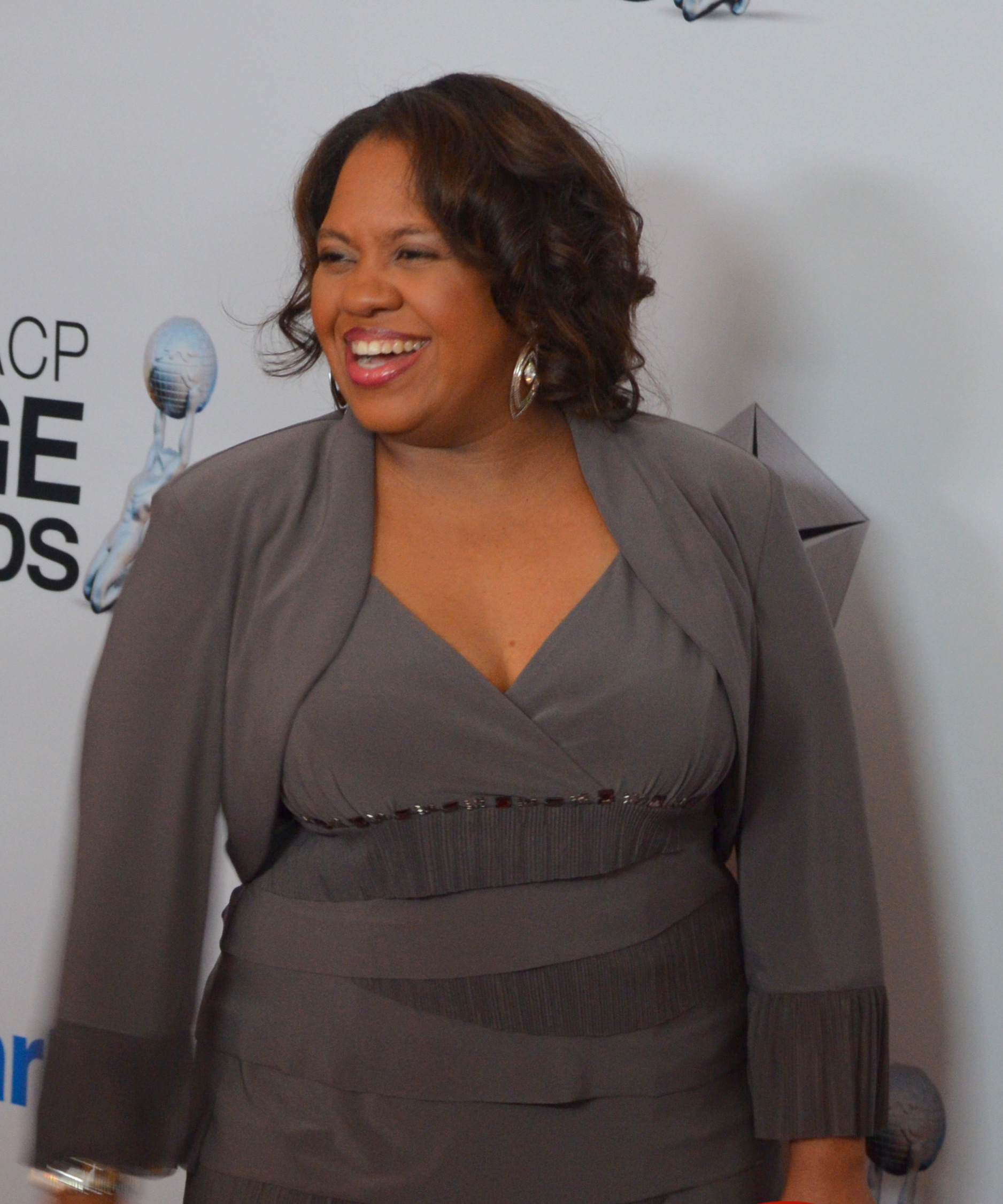
Chandra Wilson (Grey's Anatomy), winnaar vrouwelijke acteur in een dramaserie

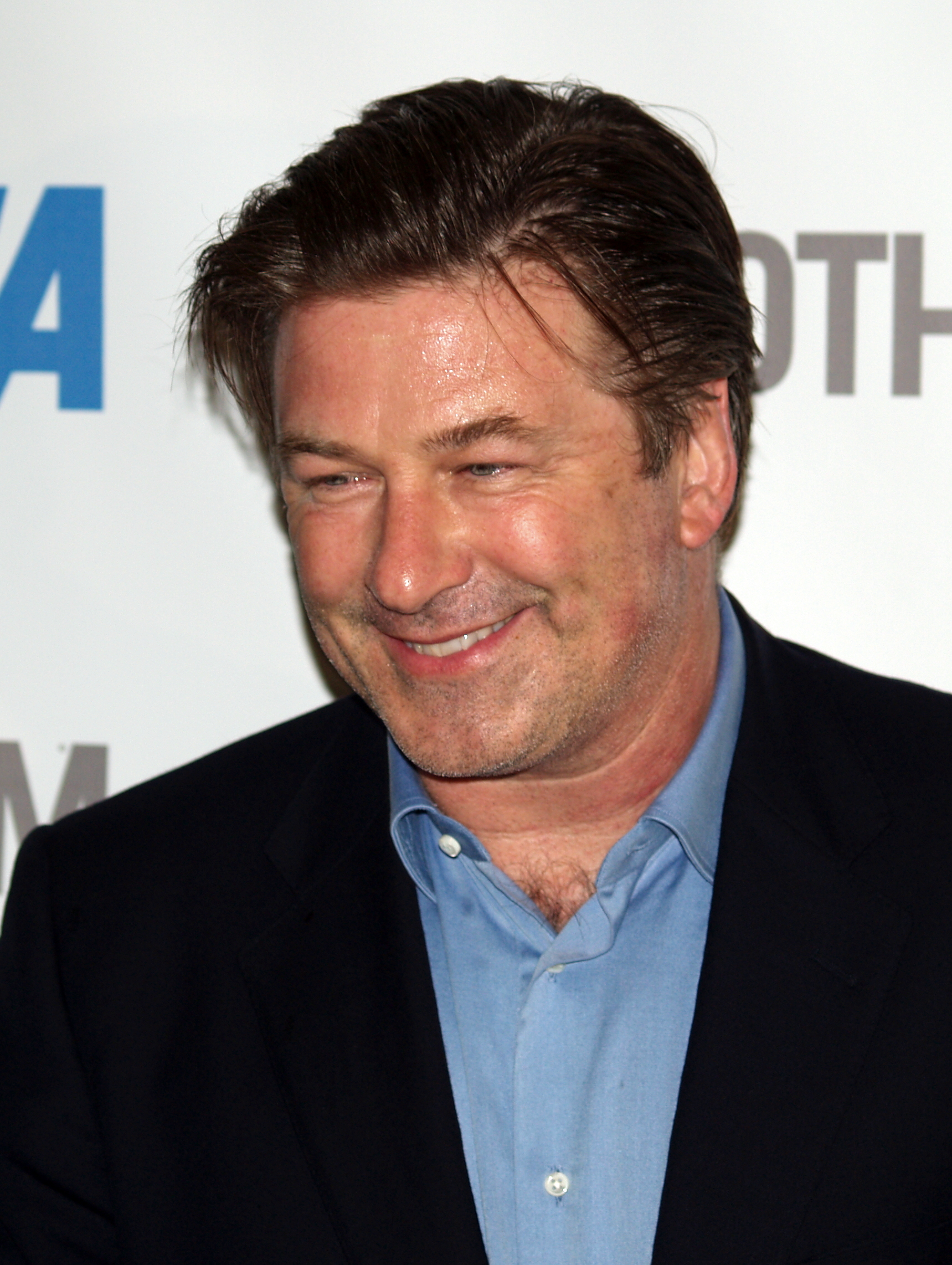
Alec Baldwin (30 Rock), winnaar mannelijke acteur in een komedieserie

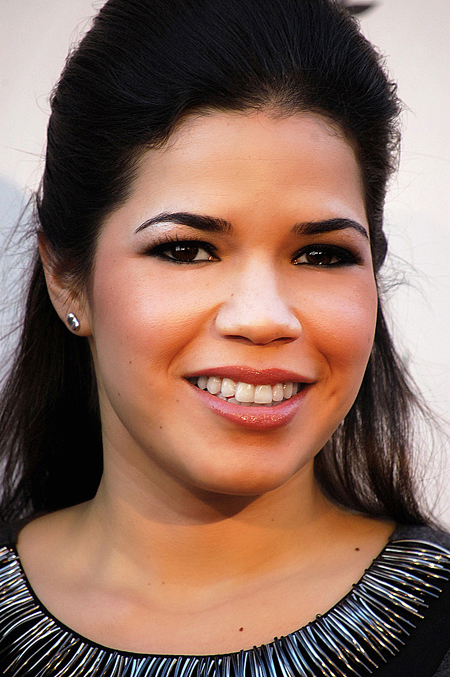
America Ferrera (Ugly Betty), winnaar vrouwelijke acteur in een komedieserie

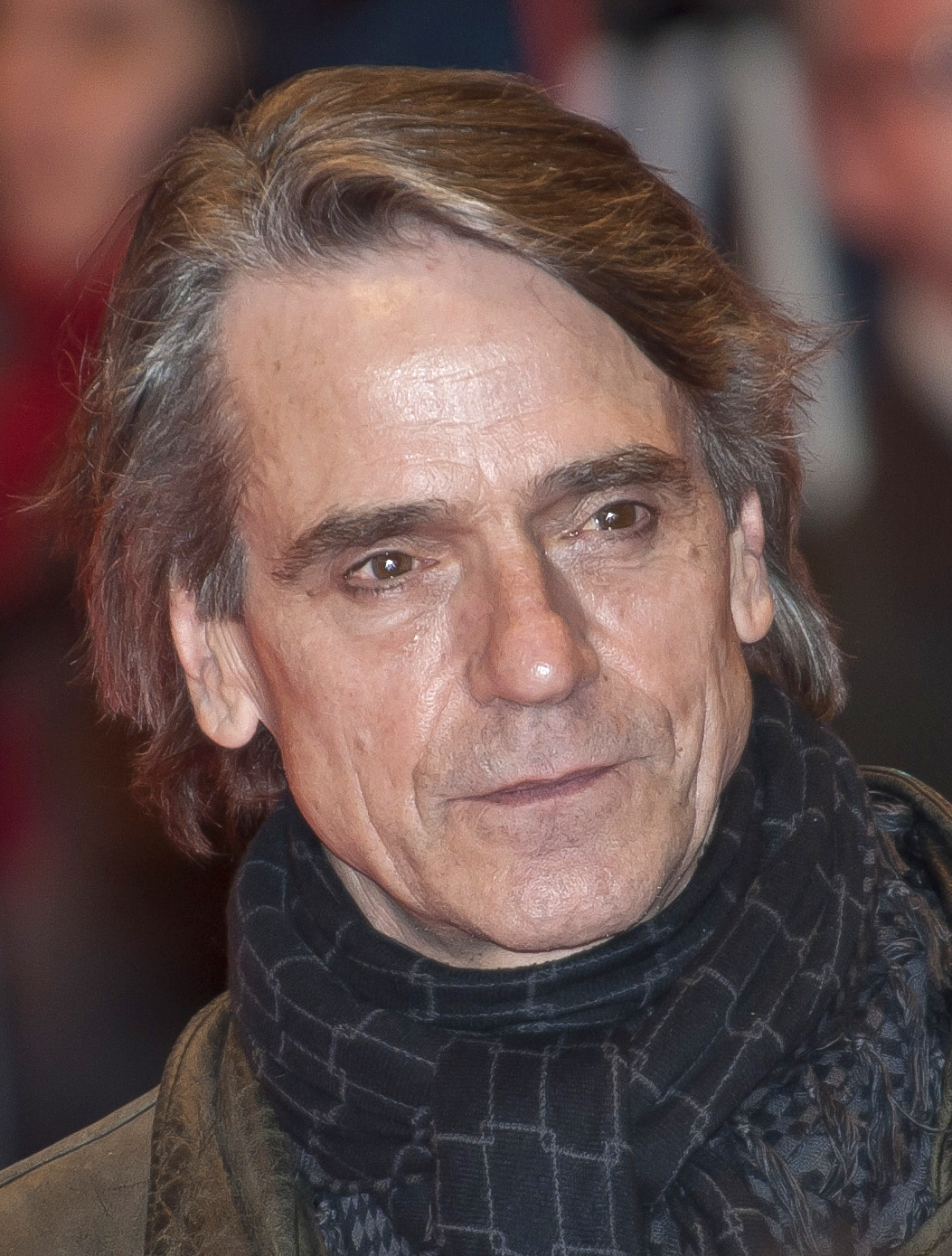
Jeremy Irons (Elizabeth I), winnaar mannelijke acteur in een miniserie of televisiefilm

De winnaars staan bovenaan in vet lettertype.

### Ensemble in een dramaserie
Outstanding Performance by an Ensemble in a Drama Series
- Grey's Anatomy
  - 24
  - Boston Legal
  - Deadwood
  - The Sopranos

### Mannelijke acteur in een dramaserie
Outstanding Performance by a Male Actor in a Drama Series
- Hugh Laurie - House
  - James Gandolfini - The Sopranos
  - Michael C. Hall - Dexter
  - James Spader - Boston Legal
  - Kiefer Sutherland - 24

### Vrouwelijke acteur in een dramaserie
Outstanding Performance by a Female Actor in a Drama Series
- Chandra Wilson - Grey's Anatomy
  - Patricia Arquette - Medium
  - Edie Falco - The Sopranos
  - Mariska Hargitay - Law & Order: SVU
  - Kyra Sedgwick - The Closer

### Ensemble in een komedieserie
Outstanding Performance by an Ensemble in a Comedy Series
- The Office
  - Desperate Housewives
  - Entourage
  - Ugly Betty
  - Weeds

### Mannelijke acteur in een komedieserie
Outstanding Performance by a Male Actor in a Comedy Series
- Alec Baldwin - 30 Rock 
  - Steve Carell - The Office
  - Jason Lee - My Name Is Earl
  - Jeremy Piven - Entourage
  - Tony Shalhoub - Monk

### Vrouwelijke acteur in een komedieserie
Outstanding Performance by a Female Actor in a Comedy Series
- America Ferrera - Ugly Betty 
  - Felicity Huffman - Desperate Housewives
  - Julia Louis-Dreyfus - The New Adventures of Old Christine
  - Megan Mullally - Will & Grace
  - Mary-Louise Parker - Weeds
  - Jaime Pressly - My Name Is Earl

### Mannelijke acteur in een miniserie of televisiefilm
Outstanding Performance by a Male Actor in a Television Movie or Miniseries
- Jeremy Irons - Elizabeth I
  - Thomas Haden Church - Broken Trail
  - Robert Duvall - Broken Trail
  - William H. Macy - Nightmares & Dreamscapes
  - Matthew Perry - The Ron Clark Story

### Vrouwelijke acteur in een miniserie of televisiefilm
Outstanding Performance by a Female Actor in a Television Movie or Miniseries
- Helen Mirren - Elizabeth I
  - Annette Bening - Mrs. Harris
  - Shirley Jones - Hidden Places
  - Cloris Leachman - Mrs. Harris
  - Greta Scacchi - Broken Trail